# Veli Brušnjak
Veli Brušnjak je nenaseljeni otočić u hrvatskom dijelu Jadranskog mora.
Njegova površina iznosi 0,182 km². Dužina obalne crte iznosi 1,59 km.